# Route nationale 35 (Estonie)
Pour les articles homonymes, voir Route nationale 35.
La route nationale 35 (Tugimaantee 35) est une route nationale estonienne reliant Iisaku à Kõveriku. Elle mesure 33,5 km.

## Tracé
- Comté de Viru-Est
  - Iisaku
  - Lõpe
  - Taga-Roostoja
  - Roostoja (en)
  - Tudulinna
  - Lemmaku (en)
  - Pikati (en)
  - Änniksaare
  - Maetsma
  - Avinurme
  - Kõveriku